# 구와바라촌 (나가노현)
구와바라촌(일본어: 桑原村)은 일본 나가노현 사라시나군에 있던 촌이다.

## 역사
- 1889년 4월 1일 - 정촌제 시행에 의해 사라시나군 구와바라촌이 단독으로 자치체를 형성하였다.
- 1955년 4월 1일 - 이나리야마정과 합병해, 이나리야마쿠와바라정이 성립하여, 동일 구와바라촌은 폐지되었다.

## 교통

### 철도
- 일본국유철도
  - 시노노이선 (정내에는 통과했었으나 역은 설치되지 않았다.)

### 도로
현재는 구 촌내에 나가노 자동차도가 지나가지만 당시엔 미개통이였다.

## 참고문헌
- 「角川日本地名大辞典」編纂委員会 編『角川日本地名大辞典』20 長野県、角川書店、1990年7月。ISBN 4-04-001200-3。